# Гербовецкий лес
Гербове́цкий лес (Гырбовецкий лес; рум. Pădurea Hîrbovăț) — лесной массив со статусом природоохранной зоны (государственный заповедный участок природного ландшафта — V категория МСОП). Располагается на территории Новоаненского района Республики Молдова, между сёлами Хырбовэц и Бульбоака. Занимает площадь 2636 гектаров. По составу лесной массив состоит как из остатков естественных лесов, так и из искусственных насаждений, самые ранние из которых датируются 1870 годом. Он поделен на две части трассой Кишинёв — Бендеры. Режим природоохранной зоны установлен в 1958 году. Гербовецкий лес служит научным полигоном для лесоопытной станции. На его территории проводится сбор лекарственных трав, орехов и мёда. Находился под управлением научно-производственного объединения «Молдлес», пока в 1990 году оно не было ликвидировано.
Природоохранная зона образована с целью сохранения дубрав дуба пушистого, кроме этого в лесу в основном произрастают акация, клён, липа и ясень. Из редких видов флоры можно отметить грушу лохолистную. Площадь около 56 гектаров занимают плодоносящие кустарники: арония, кизил, облепиха, чёрная смородина, шиповник. На луговых участках растительности произрастают душица, зверобой, тысячелистник, чистотел.
Лес служит местом разведения диких животных, таких как косули, дикие кабаны и фазаны.